# Новелло
Новелло (італ. Novello, п'єм. Novèj) — муніципалітет в Італії, у регіоні П'ємонт,  провінція Кунео.
Новелло розташоване на відстані близько 480 км на північний захід від Рима, 60 км на південь від Турина, 38 км на північний схід від Кунео.
Населення — 998 осіб (2014).
Щорічний фестиваль відбувається 29 вересня. Покровитель — святий Архангел Михаїл.

## Демографія
Населення за роками:

Станом на 31 грудня 2014 року в муніципалітеті офіційно проживав 81 іноземець з 14 країн, серед них 36 громадян країн Євросоюзу.

## Сусідні муніципалітети
- Бароло
- Лекуїо-Танаро
- Монк'єро
- Монфорте-д'Альба
- Нарцоле